# The Piltdown Men
The Piltdown Men was een Amerikaanse instrumentale rockband, die aan het begin van de jaren 1960 enkele succesvolle singles publiceerde bij Capitol Records.

## Oprichting en bezetting
De band werd opgericht door Lincoln Myorga en Ed Cobb, die zich kenden uit de band The Four Preps. Cobb was daar een van de zangers, Mayorga was als pianist bij enkele producties van de band betrokken. Beiden schreven de stukken van de band, die uitsluitend studio-opnamen maakte. De naam van de band herinnert aan de Piltdown-mens.
De eerste opnamen van de band ontstonden in 1960. Naast Mayorga (pianist) en Cobb (producent) waren ook Jackie Kelso (saxofoon) en Tommy Tedesco (bas) betrokken. Een lid van het Los Angeles Philharmonic Orchestra bespeelde de pauken. Bovendien werden gitaren, drum en een tweede saxofoon gebruikt. In totaal had de band zeven leden.

## Carrière
De eerste gepubliceerde single bevatte de nummers McDonald's Cave, naar het kinderlied Old MacDonald Had a Farm, en Brontosaurus Stomp. Dezen werden als eerste single gepubliceerd. In de Verenigde Staten, waar Brontosaurus Stomp de A-kant was, plaatste de single zich op de 75e plaats van de hitlijst. In Groot-Brittannië was McDonald's Cave de A-kant, die een 14e plaats bereikte. De daaropvolgende singles Piltdown Rides Again en Goodnight Mrs. Flintstone waren in de Verenigde Staten niet succesvol, maar plaatsten zich desondanks opnieuw in de Britse hitlijst. Verdere publicaties plaatsten zich niet meer in de hitlijst.
De laatste single Night Surfin' (1962) werd door Nick Venet met nieuwe muzikanten opgenomen. Daaronder was onder andere Dave Burgess, de gitarist van The Champs. Noemenswaardige successen kon de single echter niet behalen. Aansluitend werd de band definitief ontbonden.
In 1981 werd een samenstelling van de stukken van The Piltdown Men als plaat gepubliceerd. In 1998 volgde een cd-editie.

## Discografie

### Singles
- 1960: Brontosaurus Stomp
- 1960: MacDonald's Cave
- 1961: Piltdown Rides Again
- 1961: Goodnight Mrs. Flintstone
- 1961: Gargantua
- 1962: A Pretty Girl is Like a Melody
- 1962: Night Surfin'